# Gaëlle Enganamouit

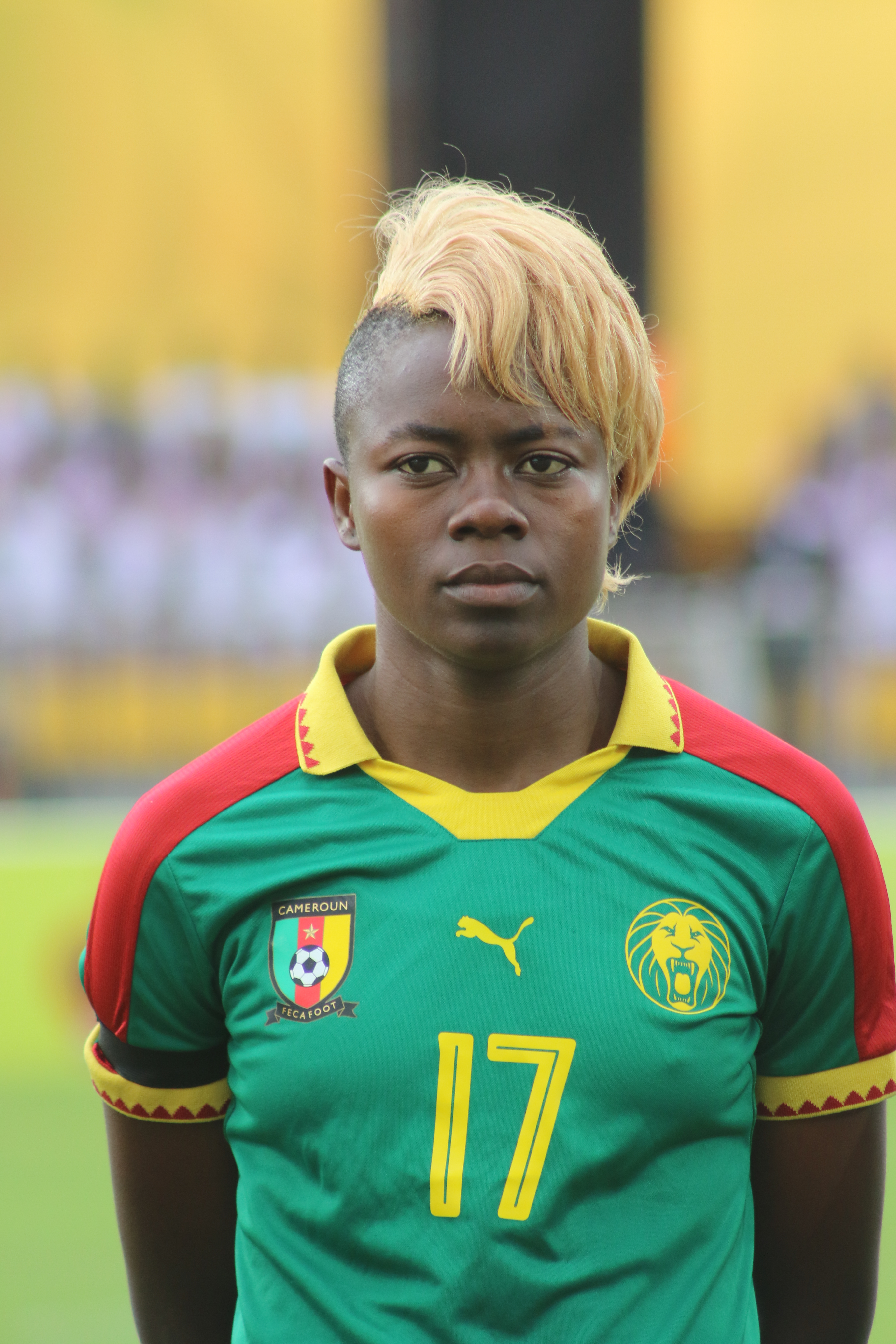
Tiền đạo của đội tuyển quốc gia Cameroon đang chơi cho câu lạc bộ Thụy Điển FC Rosengard

Gaëlle Deborah Enganamouit (sinh ngày 9 tháng 6 năm 1992) là một cầu thủ bóng đá người Cameroon đang chơi cho câu lạc bộ Trung Quốc Dalian Quanjian F.C. trong mùa giải Super League nữ ở Trung Quốc, và đội tuyển quốc gia Cameroon.

## Sự nghiệp chơi cho câu lạc bộ
Enganamouit trước đó đã chơi ở giải đấu đầu tiên của Serbia cho đội bóng Spartak Subotica. Trong khi chơi cho Spartak Enganamouit, cô đã ghi bàn thắng nhanh nhất trong lịch sử bóng đá nữ, chỉ sau hai giây.
Vào tháng 12 năm 2013, Enganamouit đã thông báo chuyển nhượng cho bóng đá Thụy Điển, với đội bóng mới có tên là Damallsvenskan Eskilstuna United.
Nhà vô địch giải đấu FC Rosengård đã ký hợp đồng hai năm với Enganamouit vào tháng 11 năm 2015, thay thế cho Anja Mittag. Enganamouit là cầu thủ ghi bàn hàng đầu của Damallsvenskan năm 2015 với 18 bàn thắng. Cô được đề cử cho giải thưởng Cầu thủ nữ xuất sắc nhất năm 2016, cùng với Amandine Henry, Kim Little, Carli Lloyd và Becky Sauerbrunn.
Vào ngày khai mạc của mùa giải, Enganamouit bị chấn thương dây chằng và điều này đã đưa ra dự kiến sẽ loại trừ cô khỏi toàn bộ mùa giải năm 2016.
Vào ngày 11 tháng 2 năm 2017, Dalian Quanjian F.C. đã chính thức ký hợp đồng với Enganamouit.

## Sự nghiệp quốc tế
Cô là thành viên của đội tuyển quốc gia Cameroon và chơi tại Thế vận hội mùa hè 2012.
Tại World Cup Nữ 2015 tại Canada, cô đã ghi được một hat-trick trong chiến thắng 6–0 của Cameroon trước Ecuador. Trong trận đấu World Cup 2015 đá với các nhà vô địch Nhật Bản, năng lượng đáng sợ và phong cách mạnh mẽ của cô dẫn đến cô được người hâm mộ Canada gọi là "Freight Freight".
Vào ngày 9 tháng 6 năm 2020, Gaëlle Enganamouit tuyên bố sinh nhật lần thứ 28 của cô, kết thúc sự nghiệp.